# Xylographus rufipes
Xylographus rufipes es una especie de coleóptero de la familia Ciidae.

## Distribución geográfica
Habita en Argentina.